# Herlufmagle
Herlufmagle – miasto w Danii, w regionie Zelandia, w gminie Næstved.